# گو ساگیه
این یک نام کره‌ای است؛ نام خانوادگی گو است.
کو ساگیه (کره‌ای: 고사계; هانجا: 高舍鷄 ; هانیو پینیین: گائو شجی؛ ش. 7th century) در سال ۶۶۸ میلادی، ژنرال گوگوریو بود. او پس از سقوط گوگوریو توسط سلسله تانگ به اسارت گرفته شد و متعاقباً به عنوان ژنرال تانگ خدمت کرد تا اینکه پسرش گائو شیانژی جانشین او شد.

## پیشینه
گو ساگی در اواخر دوره گوگوریو به عنوان ژنرال خدمت می‌کرد و هنگام سقوط گوگوریو به سلسله تانگ پیوسته است. او به عنوان ژنرال در سلسله تانگ خدمت کرد و دستاوردهای بسیاری کسب کرد و به مقام ژنرال چهار پادگان ارتش هکسی در آنشی رسید، که پایه و اساس گو سون جی را برای رسیدن به مقام ژنرال چریکی بعدی بنا نهاد.

## سقوط گوگوریو
اتحاد تانگ و شیلا در سال ۶۶۸ حمله بزرگی به گوگوریو انجام دادند. اتحاد تانگ-شیلا تمام قلعه‌های مرزی اصلی گوگوریو را نابود کرد. سپس تانگ از قلعه آنسی عبور کرد و مستقیماً به سمت پیونگ یانگ حرکت کرد. در همان زمان، ژنرال گو ساگی توسط سربازان تانگ دستگیر و به اسارت گرفته شد.
پس از تسلیم شدن به تانگ، او مدت کوتاهی به عنوان ژنرال در فرماندهی کل محافظان برای آرام کردن غرب خدمت کرد، جایی که پسرش گائو شیانژی متولد شد و سرانجام جانشین او شد.